# 1798 في الولايات المتحدة
فيما يلي قوائم الأحداث التي وقعت خلال عام 1798 في الولايات المتحدة.

## سياسة

### تعيين في المنصب
- 18 يونيو – بنجامين ستودرت الأمين العام.
- 13 يوليو – جورج واشنطن القائد العام لجيش الولايات المتحدة.
- 18 ديسمبر – إدوارد راتليدج حاكم كارولينا الجنوبية [الإنجليزية]‏.

## مواليد

### يناير
- 20 يناير – أنسون جونز سياسي من الولايات المتحدة الأمريكية.

### مارس
- 13 مارس – أبيجيل فيلمور سياسية من الولايات المتحدة الأمريكية.

### يوليو
- 4 يوليو – اعل مور سياسي أمريكي.
- 24 يوليو – جون آدمز ديكس سياسي أمريكي.

### أغسطس
- 16 أغسطس – ميرابو بي لامار سياسي أمريكي.

### نوفمبر
- 3 نوفمبر – جيمس موراي ميسون سياسي أمريكي.

### ديسمبر
- 9 ديسمبر – جيمس سيفير كونواي سياسي أمريكي.
- 22 ديسمبر – جورج كراوفورد سياسي أمريكي.

## وفيات

### يوليو
- 2 يوليو – جون فيتش (مواليد 1743)

### سبتمبر
- 21 سبتمبر – جورج ريد (مواليد 1733) سياسي أمريكي.